# Аркан, Джон
Жан-Батист (Джон) Аркан (англ. Jean-Baptiste "John" Arcand) — современный канадский скрипач, композитор, музыковед и педагог. Специалист по исполнению на народной скрипке, автор более чем 250 мелодий для этого инструмента, основатель Скрипичного фестиваля Джона Аркана (англ. John Arcand Fiddle Fest, 1998). Кавалер ордена Канады (2007), лауреат Национальной премии достижений аборигенов (2003) и премии Молсона (2014).

## Биография
Родился в 1942 году в Винтер-Лейке под Дебденом (Саскачеван) в семье Виктора и Эммы Аркан. Предки Жан-Батиста, канадские метисы, переехали в район Дебдена с реки Святого Лаврентия в 1885 году. В семье давние музыкальные традиции, насчитывающие 10 поколений скрипачей и композиторов, а фамильная скрипка, переходящая из поколения в поколение, создана в 1600-е годы.
Жан-Батиста с детства учили игре на скрипке отец и дед, носивший то же имя. К 12 годам он уже добился успехов как музыкант и играл на школьных и общинных танцевальных вечеринках. За композиторскую карьеру Аркан сочинил более 250 новых мелодий и выпустил 9 оригинальных альбомов. Он также сыграл центральную роль в возрождении метисской школы игры на народной скрипке, участвовал в работе Института Габриеля Дюмона по сохранению музыкального наследия канадских метисов и выпуске четырёх компакт-дисков в рамках проекта «Капля бренди» (англ. Drop of Brandy), собравшего лучших метисских скрипачей. Был одним из основателей и инструкторов в Эмма-Лейкском скрипичном лагере, в 1998 году основал Скрипичный фестиваль Джона Аркана, проходящий каждый август под Саскатуном.

## Награды и звания
- Лауреат Национальной премии достижений аборигенов в области искусства и культуры (2003)[4]
- Лауреат премии лейтенант-губернатора Саскачевана за достижения карьеры в искусстве (2004)[3]
- Кавалер ордена Канады (2007)[5]
- Медаль Бриллиантового юбилея королевы Елизаветы II (2012)[6]
- Лауреат премии Молсона (2014)[4]